# パルマス岬

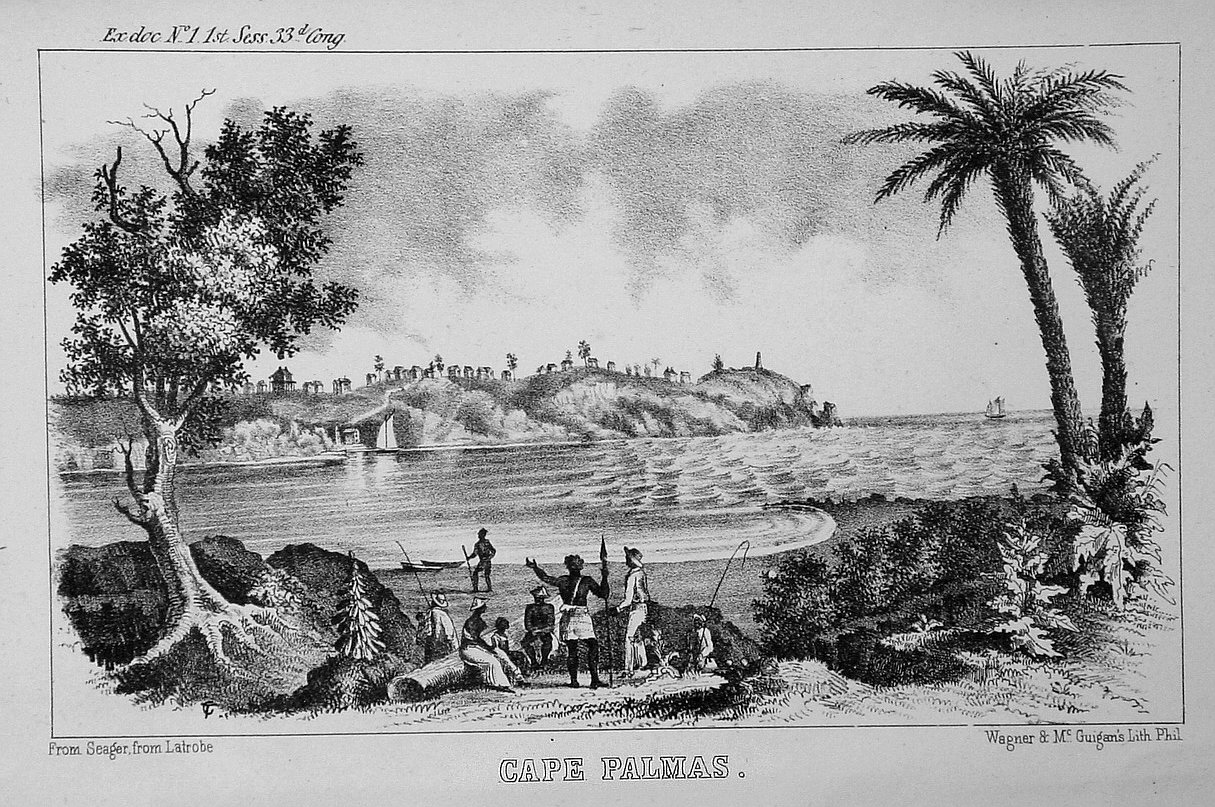
1853年のパルマス岬を描いたエッチング

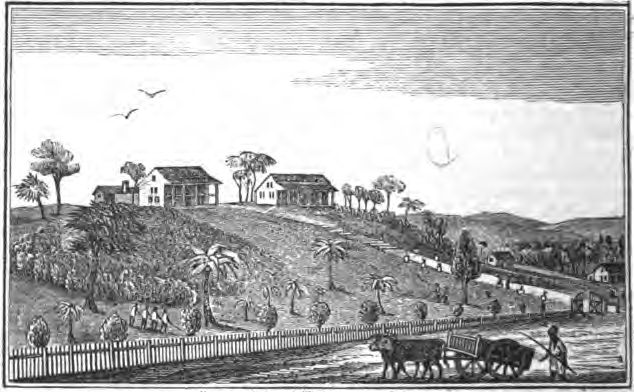
1840年ころのパルマス岬の布教所

パルマス岬(パルマスみさき、Cape Palmas)は、西アフリカのリベリア海岸の南東端にあたる岬であり、アフリカ大陸の北半分の南西端と表現されることもある。岬自体は、岩がむき出しになった小さな半島が、砂州で大陸に結びつけられたものである。半島部のすぐ西にはホフマン川の三角江がある。20キロメートルほど東には、コートジボワールとの国境をなすカヴァレイ川(Cavalla River)の河口がある。国際水路機関 (IHO) は、パルマス岬をギニア湾の西端と定めている。
海から接近する場合、岬にはいろいろなランドマークがある。ホフマン川の三角江の出口には、小さな細長い島ラスワーム島があり、半島と防波堤で結ばれている。この島の名は、メリーランド・アフリカ植民地(メリーランド共和国の前身)初の黒人総督だったジョン・ブラウン・ラスワーム(John Brown Russwurm)にちなんで名付けられたものである。周囲には砂州が多いため、岬にはそれを警告するための灯台が設置されている。かつてはハーパー市内の大きな金色の球体を屋根に乗せた白い建物(フリーメイソンのロッジ・ホール)が、沖合からでもはっきり見えたという。

## 地名の起源
1458年、ポルトガルのエンリケ航海王子が探検・交易・奴隷獲得を目的として派遣したディオゴ・ゴメス(Diogo Gomes、1440年 - 1482年)の一行は、西アフリカ沿岸を南下して、この岬と三角江の入江に到達した。ここは、西アフリカの海岸線がこれ以上南へ伸びず、明らかに海岸線の方向が東向きに変わりギニア湾がはじまる地点であった。ゴメスはこの地を「Cabo das Palmas (ヤシの岬)」と名付け、後に英語化されて「Cape Palmas」となった。川の方は「Rio das Palmas (ヤシの川)」と名付けられたが、後にホフマン川(the Hoffman River)と呼ばれるようになった。パルマス岬の名は、現在のリベリアが胡椒海岸としてヨーロッパに知られていた頃から、まずラテン語の様々な地図に記載されるようになり、後に様々なヨーロッパ諸語の地図にも記載された。パルマス岬の名を記載した最古の地図は、1502年に完成したカンティノ図である。

## 歴史
1831年12月、アメリカ合衆国のメリーランド州議会は、以降26年間にわたって毎年1万ドルを支出して、自由な黒人や元奴隷を合衆国からアフリカへ移送することを決定し、この目的を達するためにメリーランド州植民地協会(Maryland State Colonization Society)を設立した。
メリーランド州植民地協会は、1820年代にリベリア植民地を創設したアメリカ植民地協会の支部を母体に創設されたが、やがて、リベリアとは別個に新たな植民地を建設して入植者を送り込むことを決定する。1933年にはパルマス岬一帯を中心に植民地が建設され、1834年2月12日にそれをメーリーランド・イン・アフリカ(メーリーランド・アフリカ植民地)と命名した。パルマス岬一帯を中心とした植民地は、1841年2月2日に国家としての地位(statehood)を認められ、1854年5月29日に独立しメリーランド共和国となった。その後、メリーランド共和国はリベリア共和国と併合条約を締結し、1857年3月18日にリベリア共和国に併合された。

## ハーパー
ハーパーは、1835年にメリーランド州植民地協会が建設した町で、小さな港湾となっているホフマン川の三角江に沿って、内陸方向へ北東に市街地が広がっている。ホフマン川の右岸にはホフマン駐屯地がある。パルマス岬という名称は、メリーランド郡全域を指して用いられることもあるし、また、地元では、郡庁所在地であるハーパーのことを指して事実上の同義語として用いられることも多い。